# امید اسکوبی
امید اسکوبی (انگلیسی: Omid Scobie؛ زادهٔ ۴ ژوئیهٔ ۱۹۸۱) روزنامه‌نگار و نویسنده بریتانیایی است که بیشتر به دلیل همکاری در نویسندگی کتاب یافتن آزادی شناخته شده‌است. کار اسکوبی بر خانواده سلطنتی بریتانیا متمرکز است.
اسکوبی در ژوئیهٔ ۱۹۸۱ در ولز به دنیا آمد و با برادر کوچکتر و والدینش، مادری ایرانی و پدری بریتانیایی در آکسفورد بزرگ شد. او در کالج ارتباطات لندن در رشته روزنامه‌نگاری تحصیل کرد.
از سال ۲۰۲۱، اسکوبی با بولداگ فرانسوی خود در شرق لندن زندگی می‌کرد.